# Кизимен
Кизи́мен (Щапинская сопка) — активный вулкан на полуострове Камчатка. С 11 ноября 2010 началось новое извержение, которое сопровождается излиянием мощного лавового потока.
Известны извержения: 1928—1929, 2010 и 2013 годов.
Расположен на западном склоне южной оконечности хребта Тумрок, в 115 км от села Мильково, в 265 км от г. Петропавловск-Камчатский.
Представляет собой стратовулкан правильной конической формы. Высота составляет 2485 метров. Главный кратер слабо выражен в рельефе. Склоны покрыты различными вулканическими выбросами, изрезаны барранкосами. Присутствуют небольшие снежники и леднички. Вулкан находится в Кизимен-Гамченской группе вулканов.
Формирование вулкана Кизимен происходило в три этапа. На первом этапе в верхнечетвертичное время были выдавлены андезитовые породы, на втором и третьем (голоцен) — сначала выпали пеплы и прошли лавовые излияния, а потом образовался базальтовый покров.
Извержение вулкана наблюдалось только в 1928—1929 годах. В остальное время вулкан проявляет исключительно фумарольно-сольфатарную активность, приводящую к накоплению корок серы. В окрестностях вулкана известны выходы горячих источников (Щапинские термальные источники). Кратер вулкана заполнен лавовыми глыбами и камнями. Появление вулкана — 12 000 лет назад.
Через Кизимен проходят туристские маршруты к Тумрокским источникам.

## Интересные факты

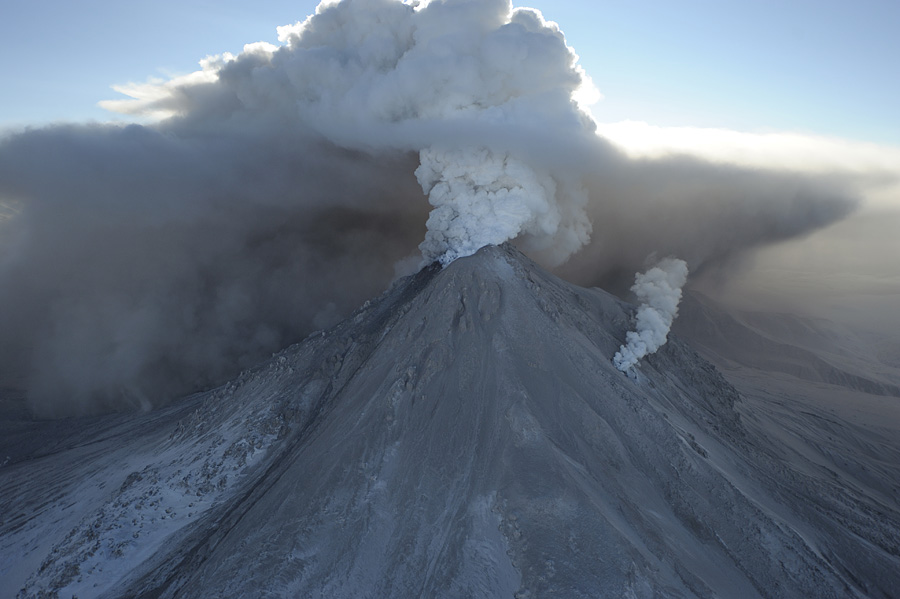
Активность после извержения 2010 года

При извержении в 2009 году в долине гейзеров активизировались некоторые гейзеры. До извержения в кратере была экструзивная лавовая пробка. В мае 3 числа в 9:00 утра активизировался Кизимен и лавовая пробка буквально расщепилась на мелкие вулканические породы — пепел, который разлетелся на большую часть Кроноцкого биосферного заповедника.